# چم حیدر (معمولان)
چم حیدر، روستایی در دهستان معمولان بخش مرکزی شهرستان معمولان در استان لرستان ایران است. موسس این روستا کدخدا عباس شاکرمی است این روستا در حدود صد سال پیش یک قله ی بزرگ داشته که به اسم محلی لری (قلاعباس) این قلعه در مرکز روستای چم حیدر بوده ولی دیگر تخریب شده است و فقط یک گوشه از آن باقی مانده است

## جمعیت
بر پایه سرشماری عمومی نفوس و مسکن در سال ۱۳۹۹، جمعیت این روستا برابر با ۱۲۰ نفر (۴۰ خانوار) بوده‌است.